# 克雷斯特韦 (佛罗里达州)
克雷斯特韦（英語：Crestview），是美国佛罗里达州奧卡魯沙縣下属的一座城市。建立于1916年。面积约为33.2平方公里（约合12.8平方英里）。根据2010年美国人口普查，该市有人口20,978人。论人口在本州排行第99。

## 友好城市
- 法國 努瓦尔穆捷昂利勒